# Коренной, Леонтий Леонтьевич
Леонтий Леонтьевич Коренной (Дядька Коренной) (1770, Кронштадт, Санкт-Петербургская губерния — 1822, Санкт-Петербург) — русский солдат-гренадер, участник сражений при Бородино и под Лейпцигом в 1813 году.

## Биография
Начал службу в 1791 году в Кронштадтском гарнизонном батальоне, в январе 1808 года был переведён цесаревичем Константином Павловичем в Императорский батальон милиции, впоследствии — лейб-гвардии Финляндский полк. При выступлении в поход 1812 года Коренной был в 3-й гренадерской роте, куда, как и в прочие гренадерские роты, переводились лучшие и заслуженные солдаты. В 1812 году в сражении при Бородине Коренной получил знак отличия Военного ордена (за № 16970). 2 гренадера и 4 стрелка, в числе которых показан отличившимся и Коренной, согласно официальному описанию их подвигов, проявили своё отличие следующим образом:

«Во всё время сражения [Бородинского] с неприятелем находились в стрелках и неоднократно опровергали усиливающиеся его цепи, поражая сильно, и каждый шаг ознаменован мужеством и храбростью, чем, опрокинув неприятеля, предали его бегству и, выгнав его на штыках из лесу, заняли то место, которое ими несколько часов упорно было защищаемо».

В 1813 году Коренной был уже старым служивым. Во время Битвы народов совершил подвиг настолько выдающийся, что стал известен всей армии, и о нём было доведено до сведения Наполеона. Со слов очевидцев:

«В сражении под Лейпцигом, когда Финляндский полк вытеснял из селения Госсы французов, а 3-й батальон полка обошёл селение, батальонный командир полковник Жерве со своими офицерами первые перелезли через каменную ограду, и егеря бросились за ними, погнали уже французов; но, быв окружены многочисленным неприятелем, крепко отстаивали своё место; многие офицеры были ранены; тогда Коренной, пересадив батальонного командира и раненых начальников своих через ограду, сам собрал удалых, отчаянных егерей и стал отстаивать, покуда раненых офицеров другие егеря спасали с места сражения. Коренной с горстью лихих стрелков стоял крепко и удерживал место сражения, крича: „не сдаваться, ребята“. Сначала они отстреливались, но многочисленность неприятеля стеснила наших так, что они отбивались штыками… все пали, одни убитые, а другие раненые, и Коренной оставался один. Французы, удивляясь храброму егерю, кричали, чтобы он сдался, но Коренной в ответ поворотил ружье, взял за дуло и отбивался прикладом. Тогда несколько неприятельских штыков положили его на месте, и кругом этого богатыря лежали все отчаянно защищавшиеся наши, с кучами убитых ими французов».
Также по словам очевидца:

«Все мы оплакивали храброго „дядю Коренного“. Через несколько дней, к величайшей радости всего полка, „дядя Коренной“ явился из плена, покрытый ранами; но, к счастью, раны все были не тяжелы. Это делает честь французам, которые наносили ему только легкие раны, уважая примерную его храбрость».

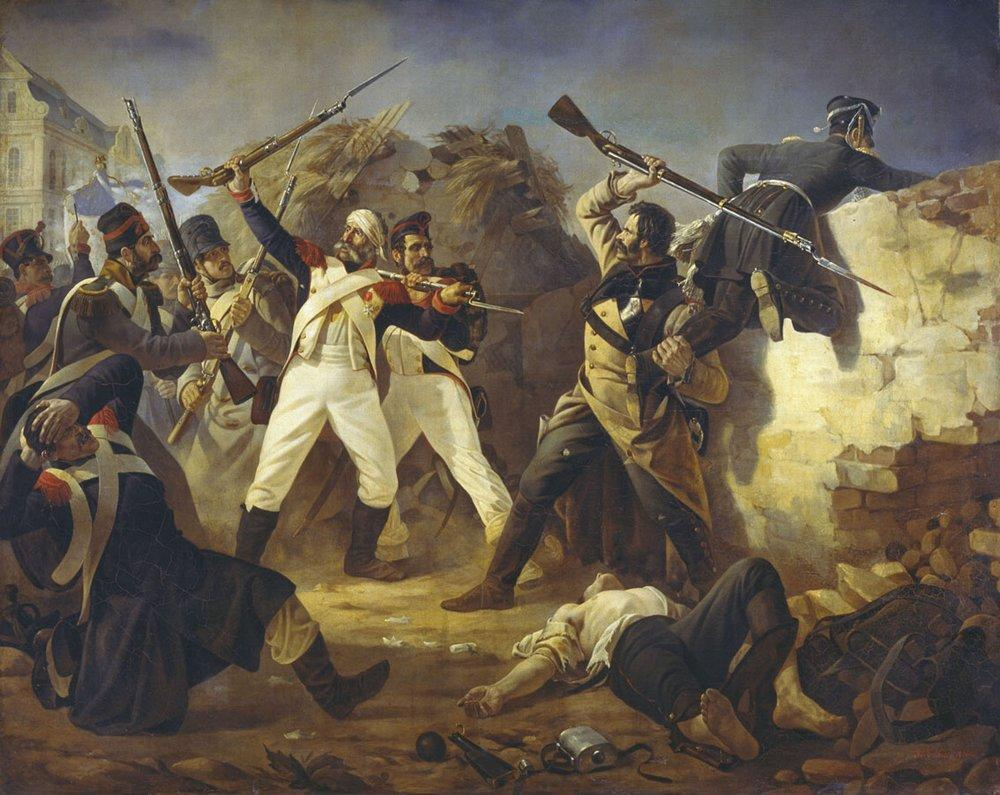
Подвиг гренадера лейб-гвардии Финляндского полка Леонтия Коренного в битве под Лейпцигом 1813 года.
П. Бабаев (1813—1870)
Государственный Русский музей

Покрытый 18 ранами, Коренной, вернувшись в полк, рассказал про своё пребывание в плену, где весть о его «выдающейся храбрости» распространилась по всем французским войскам, а он сам был представлен Наполеону, поинтересовавшемуся увидать русского «чудо-богатыря». Поступок Коренного так восхитил Наполеона, что он в приказе по своей армии поставил Финляндского гренадера в пример всем своим солдатам.
За проявленное мужество ефрейтор Леонтий Коренной был сразу произведён в подпрапорщики, — старший унтер-офицерский чин, в тот период предшествовавший чинам портупей-прапорщика и фельдфебеля (редчайший случай в русской армии), и стал батальонным знаменосцем. Ему также была пожалована особая серебряная медаль на шею с надписью «За любовь к Отечеству».

## Память
В 1906 году, когда лейб-гвардии Финляндский полк праздновал столетний юбилей, офицеры полка отметили его установкой бронзового памятника Коренному, который и был представлен при входе в парадное здание офицерского собрания.
Памятник был создан по проекту академика архитектуры И. С. Китнера, при участии скульптора Е. И. Малышева и литейщика К. А. Робекки. Памятник изображал подвиг Коренного в «битве народов» при Лейпциге в 1813 году.

Памятник был утрачен, сохранился только его пьедестал. Ранее пьедестал находился во дворе Военно-исторического музея А. В. Суворова, а с недавнего времени отреставрированный на частные средства памятник переехал в Репино. Он установлен в оздоровительном лагере с военно-спортивным уклоном «Град Детинец». 

Бронзовые барельефы на постаменте изображают историю полка, надпись гласит: «Родному полку. 1806—1906».
В истории лейб-гвардии Финляндского полка приведена следующая песня о Коренном, сочиненная его товарищами:
Мы помним дядю Коренного,

Он в нашей памяти живет,

Бывало, на врага какого

В штыки с ребятами пойдет.

Тогда булат зашевелится,

Бой рукопашный закипит.

Ручьем кровь вражья заструится,

А Коренной вперед валит;

И вражьи все дивились войски,

Как в Госсе русский рядовой

Спасал начальников геройски.

Спас всех — и сдался головой.

Сам Бонапарт его прославил,

Приказ по армии послал,

В пример всем русского поставил,

Чтоб Коренного всякий знал.

Вот чудо-богатырь был малый,

Лихой фланговый гренадер,

Везде, всегда, в боях удалый,

Геройской храбрости пример.
Существует ещё одна популярная солдатская песня, приведённая в сборнике М. К. Липкина:
Он весь в крови, он весь изранен,

Но дух в нём крепок и силён,

И славу матушки-России

Не опозорил в битве он.

Перед французскими штыками

Он сердцем русским не сробел

На смерть за Родину, за братьев

Он с тайной гордостью глядел.
Также подвиг Леонтия Коренного описал Валентин Пикуль в рассказе «Восемнадцать штыковых ран».

## Комментарии
1. ↑  В тот период по своей специализации являлся егерским полком